# Elisabeth Bubolz-Lutz
Elisabeth Bubolz-Lutz (* 1949) ist eine deutsche Geragogin und Hochschullehrerin.

## Leben
Elisabeth Bubolz-Lutz studierte Erziehungswissenschaften und schloss mit dem Diplom und der Ersten Staatsprüfung für das Lehramt in den Fächern Deutsch, Musik und Religionspädagogik ab. Anschließend machte sie eine therapeutische Zusatzausbildung und war unter anderem an der Universität Graz in der Ausbildung von Psychotherapeuten tätig. Sie promovierte an der Gesamthochschule Essen mit dem Thema „Bildung im Alter - Der Beitrag therapeutischer Konzepte zur Geragogik“, habilitierte sich zum „Beziehungsaspekt bei der familialen Pflege als Thema von Bildungsarbeit“ und erhielt die Venia legendi in Geragogik. An der Universität Duisburg-Essen war sie Lehrbeauftragte, später Privatdozentin und außerplanmäßige Professorin. Von 2010 bis 2012 lehrte sie als Professorin für Soziale Gerontologie an der Katholischen Hochschule Freiburg. Seitdem ist sie Professorin für Geragogik an der Universität Duisburg-Essen und Direktorin des Forschungsinstituts Geragogik (FoGera) in Witten.

## Fachliche Tätigkeiten

### Forschungsschwerpunkte
Die Forschungsschwerpunkte von Elisabeth Bubolz-Lutz liegen in den Bereichen Lernen und Bildung im Alter, Intergenerationelles Lernen, Beratung von bürgerschaftlichen Initiativen, Initiierung und Begleitung von selbstorganisierten und selbstbestimmten Lernprozessen mit Erwachsenen und Älteren, ferner Umgang mit Pflegebedürftigkeit im Alter, Pflege in der Familie, Pflegebegleitung, Unterstützung pflegender Angehöriger und freiwilliges Engagement in Institutionen der Altenpflege und im Krankenhaus.

### Projekte
- 2000–2002: Projekt „Lernexpert“ zur Beratung, Fortbildung und Vernetzung von Bürgerinitiativen, (angesiedelt an der Fachhochschule Potsdam)
- 2003–2008: Bundesmodellprojekt „Pflegebegleiter“ (Konzeptentwicklung, Gesamtleitung)
- 2011: Projekt „Netzwerk Pflegebegleiter“
- 2011–2012: Projekt „Zukunftsfaktor Bürgerengagement“ (wissenschaftliche Leitung und Begleitung)
- 2012–2015: Projekt „Patientenbegleitung“ (Projektleitung)

### Mitarbeit in Beiräten und Netzwerken
- Netzwerk Pflegebegleitung – Ehrenamtliche Unterstützung und Begleitung für pflegende Angehörige (Bundesebene und NRW)
- Beirat "Kunstgeragogik" der Bundesakademie für Kulturelle Bildung Wolfenbüttel
- Fachbeirat „Digitalisierung und Bildung für ältere Menschen“ beim Bundesministerium für Frauen, Senioren, Familie und Jugend (BMFSFJ)
- Sprecherin das AK Geragogik in der Deutschen Gesellschaft für Gerontologie und Geriatrie

## Veröffentlichungen
- Bildung im Alter – Der Beitrag therapeutischer Konzepte zur Geragogik. Lambertus-Verlag, Freiburg i. Br. 1983.
- mit Alexandra Cosack, Sabine Grote, Doris Wattad: Patientenbegleitung. Handbuch zum Aufbau von Initiativen zur Begleitung alleinstehender Älterer in Übergangssituationen. (Hrsg.: Forschungsinstitut Geragogik e.V. (FoGera)) Pabst Science Publishers, Lengerich 2015, ISBN 978-3-95853-099-7.
- mit Barbara Mester, Renate Schramek, Hildegard Streyl, Sebastian Wenzel: Pflegebegleitung : Handbuch zum Aufbau von Initiativen zur Stärkung pflegender Angehöriger. Impulse aus dem Projekt "Unternehmen Pflegebegleitung". (Hrsg.: Forschungsinstitut Geragogik e.V. (FoGera)) Pabst Science Publishers, Lengerich 2015, ISBN 978-3-95853-101-7.
- mit Janina Stiel: Technikbegleitung. Aufbau von Initiativen zur Stärkung der Teilhabe Älterer im Quartier. Forschungsinstitut Geragogik, Fachhochschule Dortmund, Dortmund 2018.

## Auszeichnungen
Für das „Netzwerk Patientenbegleitung NRW“ wurde sie 2018 mit dem Förderpreis SilverStar der Berlin-Chemie AG ausgezeichnet.
Im Jahr 2023 wurde ihr das Bundesverdienstkreuz 1. Klasse verliehen.